# 西奇夫卡 (赫里斯季諾夫卡區)
48°48′6″N 29°50′55″E / 48.80167°N 29.84861°E
西奇夫卡（烏克蘭語：Сичівка）是位於烏克蘭中部的村莊，由切爾卡瑟州烏曼區的赫里斯蒂尼夫卡市鎮負責管轄。該村始建於1362年，面積5.2平方公里，海拔高度239米，2013年人口810，人口密度每平方公里155.8人。